# Bateria de coastă germană Tirpitz

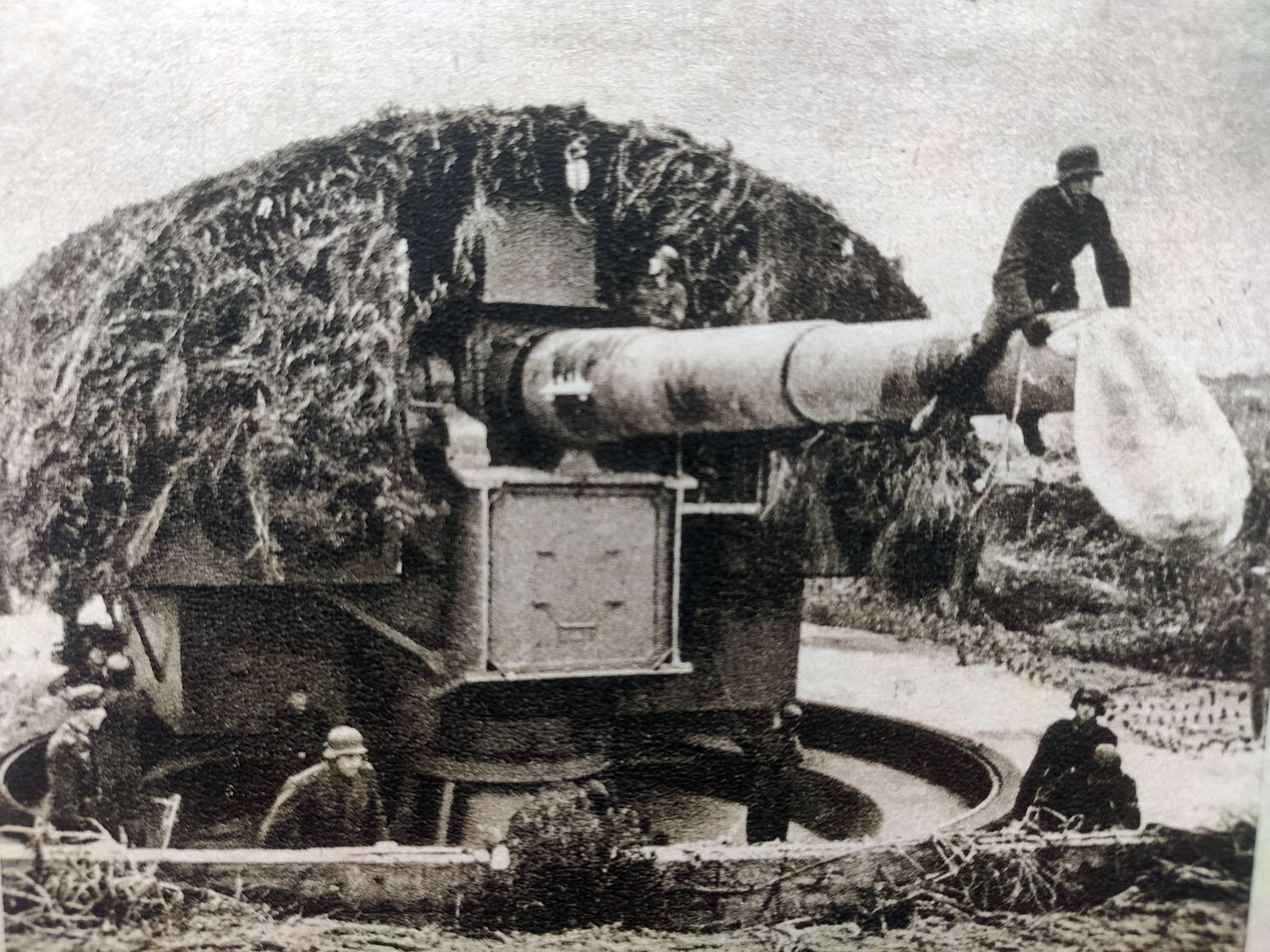
Tun de 280 mm al bateriei Tirpitz

Bateria de coastă germană Tirpitz, care consta în principal din trei mari tunuri de calibru 280 mm, a fost cea mai puternică baterie de coastă de pe țărmul României în timpul celui de-Al Doilea Război Mondial. Cele trei tunuri, model 28 cm SK L/45, proveneau din rezervele pentru cuirasatele din clasa Nassau din Primul Război Mondial. Numele bateriei provenea de la Alfred von Tirpitz, Mare Amiral al Marinei Imperiale germane.

## Istoric
După ce România s-a alăturat Axei prin semnarea Pactului Tripartit în noiembrie 1940, trupele germane au început să intre în țară pentru a oferi instrucție și modernizare Armatei Române. Artileria costieră românească era, în mare măsură, învechită. Ca atare, autoritățile române și germane au convenit asupra construirii unei baterii puternice la sud de portul românesc Constanța. Construirea a început în iarna anului 1940, cu participarea multor români; primele focuri au fost trase în aprilie 1941, în prezența ministrului român de război, generalul Iosif Iacobici. Bateria era protejată de tunuri antiaeriene de 75 mm și 20 mm. Teoretic, bateria, care era deservită de 700 de angajați ai Kriegsmarine, se afla sub comandă românească, la fel ca toate forțele Axei din România. Până la sfârșitul anului 1942, personalul militar din Constanța și din jurul acesteia se ridica la 40.000 de români și 3.700 de germani. Bateria a participat la luptă o singură dată, când flota sovietică de suprafață a atacat Constanța la 26 iunie 1941, trăgând 39 de obuze și avariind distrugătorul-comandant sovietic Harkov.
După lovitura de stat din 23 august 1944, situația a devenit incertă. Vice-amiralul german Helmuth Brinkmann a primit ordinul de a rezista în Constanța cu orice preț. Totuși, după o întâlnire față în față cu contraamiralul român Horia Macellariu, el a fost convins să se retragă ordonat și să evite o luptă inutilă și costisitoare. Germanii s-au retras apoi în noaptea de 25-26 august, bateria fiind aruncată în aer înainte de a fi predată românilor.